# Castillo de San Julián
Castillo de San Julián är ett slott i Spanien.   Det ligger i provinsen Murcia och regionen Murcia, i den sydöstra delen av landet, 400 km sydost om huvudstaden Madrid. Castillo de San Julián ligger 253 meter över havet.
Terrängen runt Castillo de San Julián är kuperad åt sydost, men norrut är den platt. Havet är nära Castillo de San Julián åt sydväst. Runt Castillo de San Julián är det tätbefolkat, med 331 invånare per kvadratkilometer. Närmaste större samhälle är Cartagena, 3,2 km nordväst om Castillo de San Julián. 